# Flautando
Flautando (flautato) – technika artykulacyjna podczas gry na instrumentach smyczkowych polegająca na smyczkowaniu przez pocieranie struny za pomocą smyczka na tyle lekko, aby osiągnąć miękkie brzmienie podobne do barwy dźwięku fletu (stąd pochodząca z języka włoskiego nazwa flautando). 
.
Flautando jest także oznaczeniem wykonawczym, umieszczanym w notacji muzycznej, nakazującym grę w ten właśnie sposób. Odwoływane jest przez ordinario.